# 79-я улица (линия Уэст-Энд, Би-эм-ти)
|   |   |   |   |   |
| · | · | · | · | · |

|   |   |   |   |   |
| · | · | · | · | · |

«79-я улица» (англ. 79th Street) — станция Нью-Йоркского метрополитена, расположенная на линии Уэст-Энд, Би-эм-ти. Станция находится в Бруклине, в округе Бенсонхерст, на пересечении 79-й улицы и Нью-Ютрект авеню. На станции останавливается маршрут D (круглосуточно).
Станция эстакадная, представлена двумя боковыми платформами, обслуживающими только внешние пути трёхпутного участка линии. Центральный экспресс-путь не используется для маршрутного движения поездов. В центральной части платформы оборудованы зелёными навесами. С краёв платформы по всей их длине ограждает высокий бежевый забор (за исключением концов платформы из Манхэттена, где высокий сетчатый забор), на котором располагаются таблички с названием станции.
Станция имеет два выхода. Основной выход располагается в южной части платформ. Лестницы с каждой платформы ведут в эстакадный мезонин под платформами, где расположен турникетный павильон. Оттуда в город ведут две лестницы, к северным углам перекрёстка Нью-Ютрект авеню и 79-й улицы. Второй выход расположен в северной половине станции. Там также имеется мезонин, только закрытый, поэтому здесь оба выхода независимы (нельзя перейти с одной платформы на другую). Турникетный павильон каждой платформы представлен одним полноростовым турникетом. Второй выход приводит к южным углам перекрёстка Нью-Ютрект авеню и 77-й улицы.
- Турникет, прежде работавший только на выход
- Выход со станции